# Crepidiastrum linguifolium
Crepidiastrum linguifolium là một loài thực vật có hoa trong họ Cúc. Loài này được (A.Gray) Nakai mô tả khoa học đầu tiên năm 1920.